# Ramanujan (película)
Ramanujan es una película biográfica de 2014 basada en la vida del reconocido matemático indio Srinivasa Ramanujan. La película, escrita y dirigida por Gnana Rajasekaran, y financiada por la productora india independiente Camphor Cinema, fue filmada consecutivamente en los idiomas tamil e inglés. El elenco está formado por personalidades de cine, teatro y cine de la India y Gran Bretaña. Marcó el debut como protagonista de Abhinay Vaddi, nieto de los veteranos actores del cine tamil Gemini Ganesan y Savitri. 

## Argumento
Ambientada a principios de 1900, la película narra la vida del prodigioso genio de las matemáticas Srinivasa Ramanujan desde que era un joven brahmán tamil hasta sus años en Inglaterra, donde asistió a la Universidad de Cambridge durante la Primera Guerra Mundial. Describe sus relaciones con su madre Komalatammal, su esposa Janaki y su colaborador, el profesor G. H. Hardy. La película también muestra cómo la sociedad india veía a un matemático tan sobresaliente.

## Actores
- Abhinay Vaddi como Srinivasa Ramanujan[3]
- Suhasini Maniratnam como Komalatammal (madre de Srinivasa Ramanujan)[4]
- Bhama como Janaki (esposa de Srinivasa Ramanujan)[5]
- Kevin McGowan como G. H. Hardy
- Abbas como Prasanta Chandra Mahalanobis
- Anmol como el joven Srinivasa Ramanujan
- Michael Lieber como John Edensor Littlewood
- Richard Walsh como Francis Spring
- Sharath Babu como Diwan Bahadur R. Ramachandra Rao I. C. S.
- Radha Ravi como Prof. Singaravelu Mudaliar
- Madhan Bob como Prof. Krishna Shastri
- Y. G. Mahendran como S. Narayana Iyer
- Manobala como Krishna Rao
- Nizhalgal Ravi como Srinivasa Raghavan
- Satish Kumar como Anandhu
- Thalaivasal Vijay como Sathiyapriya Rayar
- Manibharathi como Krishnan
- Delhi Ganesh
- Raja Krishnamoorthy como Seshu Iyer
- T. P. Gajendran como T. Namberumal Chetty
- Mohan V. Ram
- Cloudia Swann como Ms. Bourne
- Mike Parish como el Doctor Charles
- Harik Naik como Chatterjee
- Lizzie Bourne como Ms. Gertrude Hardy

## Producción

### Selección de actores
Gnana Rajasekaran buscó un actor que se pareciera físicamente a Ramanujan y seleccionó a Abhinay Vaddi, nieto del veterano actor tamil Gemini Ganesan, para el papel principal. Michael Lieber firmó para interpretar a Edensor Littlewood. Lieber confesó que no tenía conocimiento de Ramanujan cuando firmó su contrato para rodar la película, pero para preparar su papel se entrevistó con Béla Bollobás, quien trabajó personalmente con Littlewood. Le resultó difícil grabar sus diálogos en tamil, pero más tarde apreció su esfuerzo: "Mentiría si dijera que la tarea de aprender tamil no fue desalentadora al principio, pero una vez que pude entenderlo, aprecié que es un lenguaje hermoso. Había muchas formas diferentes de aprender mis diálogos en tamil: cintas de audio, mensajes, tarjetas flash o tableros de palabras. Aprendí el significado de las palabras y memoricé fragmentos del diálogo". Del mismo modo, Kevin McGowan, quien interpretó el papel de G. H. Hardy, no estaba familiarizado con la historia de Ramanujan. La película también está protagonizada por Bhama, Suhasini Maniratnam, Abbas y Richard Walsh, entre otros. Sunny Joseph, conocido por sus trabajos de malayalam de alto perfil con los directores Adoor Gopalakrishnan y Shaji N. Karun, fue contratado como director de fotografía. 

### Rodaje
La película se filmó en los cinco lugares principales de la vida de Ramanujan: Kumbakonam, Namakkal, Chennai, Londres y Cambridge. Las dos primeras partes se filmaron en la India, mientras que la tercera se realizó en Inglaterra, donde obtuvieron permiso de la Universidad de Cambridge para filmar. El trabajo de crear los diálogos en varios idiomas fue descrita por Sindhu Rajasekaran como "... una tarea difícil. Roxane de Rouen y yo estamos trabajando con Gnana Rajasekaran, directora de 'Ramanujan', para que los personajes se expresen con palabras que los hagan reales. No, aquí no encontrarás personajes que hablen el inglés de la reina; la gente hablaría lo que les viene naturalmente: tamil, inglés, inglés indio, incluso tamenglish. Qué delicia es vivir en este mundo donde los idiomas no son fronteras, sino un elemento para experimentar."

## Música
La banda sonora y la partitura de la película fueron compuestas por Ramesh Vinayakam, quien consideró un honor haber compuesto la música para la película y "una oportunidad para avanzar en un nuevo camino" y agregó que la directora y el productor le dieron la libertad creativa necesaria. Tendría que inspirarse en sonidos clásicos de la India para una parte de la película y a los sonidos europeos para la otra. No se utilizaron instrumentos modernos, sino instrumentos del Viejo Mundo para dar vida al primer período, mientras que se grabaron cuatro piezas orquestales en Alemania, donde el compositor trabajó con la Orquesta GermanPops de Stuttgart, que ha trabajado en estilos contemporáneos y clásicos. Al ser una película sobre un matemático, las canciones también estaban relacionadas con términos matemáticos. El poeta Vaali había escrito un número, "Narayana Narayana", que se decía que "incorporaba la idea del infinito y de la nada", mientras que otro número, basado en los trabajos de Thirumalisai Alvar escritos hace miles de años, "enfatiza que los números son absolutos". Una de las pistas instrumentales, "One to Zero" fue descrita como una "metáfora musical" ya que se basó en los números, y según explicó Vinayakam: "Uno está representado por una nota, dos por dos notas y así sucesivamente, mientras que cero es representado por una pausa. Después de la exposición inicial, en cualquier momento, tres de estas capas se entrecruzan desde una distancia de un latido entre sí ". "Narayana" fue cantada por Vani Jayaram, quien dijo que inicialmente se sorprendió de que le dieran una canción cuyo tono (shruthi) era menor de lo que normalmente canta, pero esto era debido a que en los días de Ramanujan, la gente solo cantaba en ese tono. 
El álbum de la banda sonora de Ramanujan fue lanzado en la estación de radio FM Suryan en Chennai el 13 de junio de 2014. Consta de ocho temas, incluidas cuatro canciones y cuatro piezas instrumentales, siendo alabado por la crítica. Indiaglitz en su crítica escribió: "Ramesh Vinayakam siempre estuvo allí con sus maravillosos álbumes en el pasado. Con este álbum, ha tocado los acordes propios de su renombre una vez más. Este debe ser el descanso que ha estado buscando durante años". Musicaloud.com le dio una puntuación de 9 sobre 10 y escribió:" Ramesh Vinayakam se basa expertamente en los estilos clásicos carnático y occidental para producir una de las mejores bandas sonoras de películas de la historia". Behindwoods.com le dio 3 estrellas de 5 y escribió: "Ramanujan cautiva al oyente al transportarlo a una época pasada de música clásica". La banda sonora de Ramanujan también fue nombrada por Deccan Music y Milliblog como el mejor álbum de música tamil del año 2014. 
| N.º | Título                       | Cantante(s)                            | Duración |  |
| 1.  | «Narayana»                   | Karthik Suresh, Vani Jayaram           | 4:33     |  |
| 2.  | «Thuli Thuliyai» (Version 1) | Ramesh Vinayakam, Vinaya               | 4:58     |  |
| 3.  | «Vinkadantha»                | P. Unnikrishnan                        | 3:38     |  |
| 4.  | «Thuli Thilyay» (Version 2)  | Ramesh Vinayakam, Kaushiki Chakrabarty | 4:58     |  |
| 5.  | «Mystic Mind» (Theme)        | Instrumental                           | 3:00     |  |
| 6.  | «Ramanujan» (Theme)          | Instrumental                           | 3:16     |  |
| 7.  | «English Notes» (Theme)      | Instrumental                           | 6:58     |  |
| 8.  | «One To Zero» (Theme)        | Instrumental                           | 3:16     |  |

## Recepción
La película recibió críticas mixtas de los críticos, quienes generalmente elogiaron la actuación pero criticaron la escritura. Deccan Chronicle llamó a Ramanujan "una pieza brillante sobre lienzo con momentos edificantes y relevancia para la edad moderna" y agregó que "no se la puede perder", dándole 3,5/5 estrellas. S. Saraswathi de Rediff escribió: "Ramanujan es una película brillante, hay que verla" y le dio la película 4/5. Gautaman Bhaskaran de The Hindustan Times le dio a la película 3/5 estrellas y escribió: "La película es una mirada conmovedora a la forma en que un prodigio luchó y sufrió en una familia muy pobre, una mente magistral cuya magia matemática propició el ridículo y la repulsa de mortales de mucho menor talento. Rajasekaran, quien también escribió el guion de la película, nos lleva a través de una narración lineal para mostrarnos la inteligencia del niño Ramanujan mientras engaña por completo a su maestro de escuela con una pequeña idea sobre la importancia del cero, y más tarde sobre su frustración cuando golpea una pared en su búsqueda para sumergirse y llegar a brillar con los números". Sify escribió: "Hacer biopics es realmente muy desafiante y el director ha tenido éxito en gran medida para mostrar a todos y cada uno de los personajes. Gnana Rajasekaran ha hecho una película biográfica bien investigada sobre Ramanujam ... es una película que definitivamente vale la pena ver". IANS le dio 3/5 y escribió: "Gnana Rajasekaran ciertamente conoce el arte y logra narrar una historia inspiradora, pero su trabajo no resuena en lo más profundo. Esto es así porque la directora simplemente recrea varios episodios importantes de la vida de Ramanujan en la pantalla, mientras ignora la necesidad de construir un guion para mantener a los espectadores enganchados". Bharath Vijayakumar de Moviecrow calificó la película con 3/5 estrellas y dijo: "Ramanujan es un esfuerzo noble y una visión fascinante sobre la vida y los tiempos de este Mago de las Matemáticas que vivió toda su vida al unísono con su verdadero amor".
Por el contrario, The New Indian Express escribió: "El esfuerzo persistente de la directora por dar vida en el celuloide a personas eminentes es loable. Pero una película no solo trata sobre el tema, sino también sobre cómo se presenta en la pantalla. Y la presentación de la vida y el viaje del genio matemático es decepcionante y poco inspiradora". Baradwaj Rangan de The Hindu escribió: "La película dura casi tres horas y es desconcertante por qué era necesario. Parece que no ha habido ningún esfuerzo para racionalizar los eventos de la vida de Ramanujan. La escritura tampoco hace que Ramanujan sea interesante", y agrega "El gran hombre ciertamente merecía una película mejor". M. Suganth, del Times of India, calificó la película con 2.5/5 y escribió: "Para una película que trata sobre un hombre con un talento asombroso, la realización es en gran medida poco imaginativa. La puesta en escena es algo anticuada (leída con fecha), el ritmo monótono y la película a menudo se desliza en el tipo de melodrama que hoy en día se encuentra en las series de televisión". Daily India le dio 2.5/5, señalando que: "En general, Ramanujan es una película limpia y es un tipo de película muy raro en el género de biopics. La edición y la cinematografía son dignas de elogio. Abhinay Vaddi, nieto del veterano actor de cine tamil Gemini Ganesan hizo un buen trabajo e hizo justicia a su papel". Indiaglitz le dio 2.25/5, y escribió: "Un intento honesto de conducir por la vida de un genio, que se atasca en muchos parachoques".

## Premios
Ramanujan ganó el premio Tamil Nadu State Film Award a la mejor película de 2013.